# Chetumal

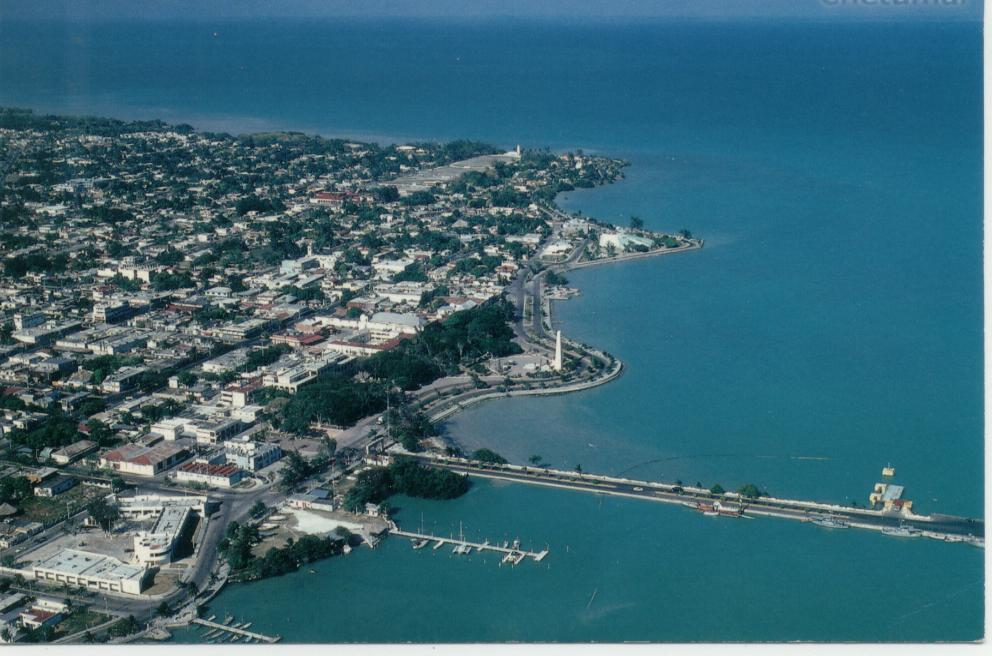
Vy över Chetumal

Chetumal är en stad i östra Mexiko och är den administrativa huvudorten för delstaten Quintana Roo. Den är belägen vid Chetumalviken vid gränsen mot Belize och har 137 672 invånare (2007), med totalt 221 149 invånare (2007) i hela kommunen på en yta av 18 760 km². Kommunens officiella namn är Othón P. Blanco. Staden grundades år 1898 under namnet Payo Obispo, vilket ändrades till Chetumal 1936.